# Chiesa dei Santi Pietro e Andrea (Trequanda)
La chiesa dei Santi Pietro e Andrea è il principale luogo di culto cattolico di Trequanda, in provincia di Siena, sede dell'omonima parrocchia. È dedicata agli apostoli Pietro e Andrea.

## Storia
La costruzione della chiesa dei Santi Pietro e Andrea in Trequanda fu avviata nel 1327 con la cerimonia solenne della posa della prima pietra a cui partecipò anche un legato pontificio di papa Giovanni XXII; tuttavia, con molta probabilità nel luogo in cui fu eretta sorgeva in precedenza una chiesa più antica, demolita per far posto alla chiesa nuova.
Nel corso dei secoli, la chiesa ha subito vari interventi di restauro, che ne hanno alterato l'aspetto originario. Nel XVII secolo venne realizzata una nuova torre campanaria, mentre nel XVIII secolo fu costruito il transetto e fu ricostruita l'abside. Al 1875 risale l'ultimo intervento di restauro, durante il quale l'originale soffitto a capriate lignee fu sostituito dall'attuale volta a botte con lunette.

## Descrizione

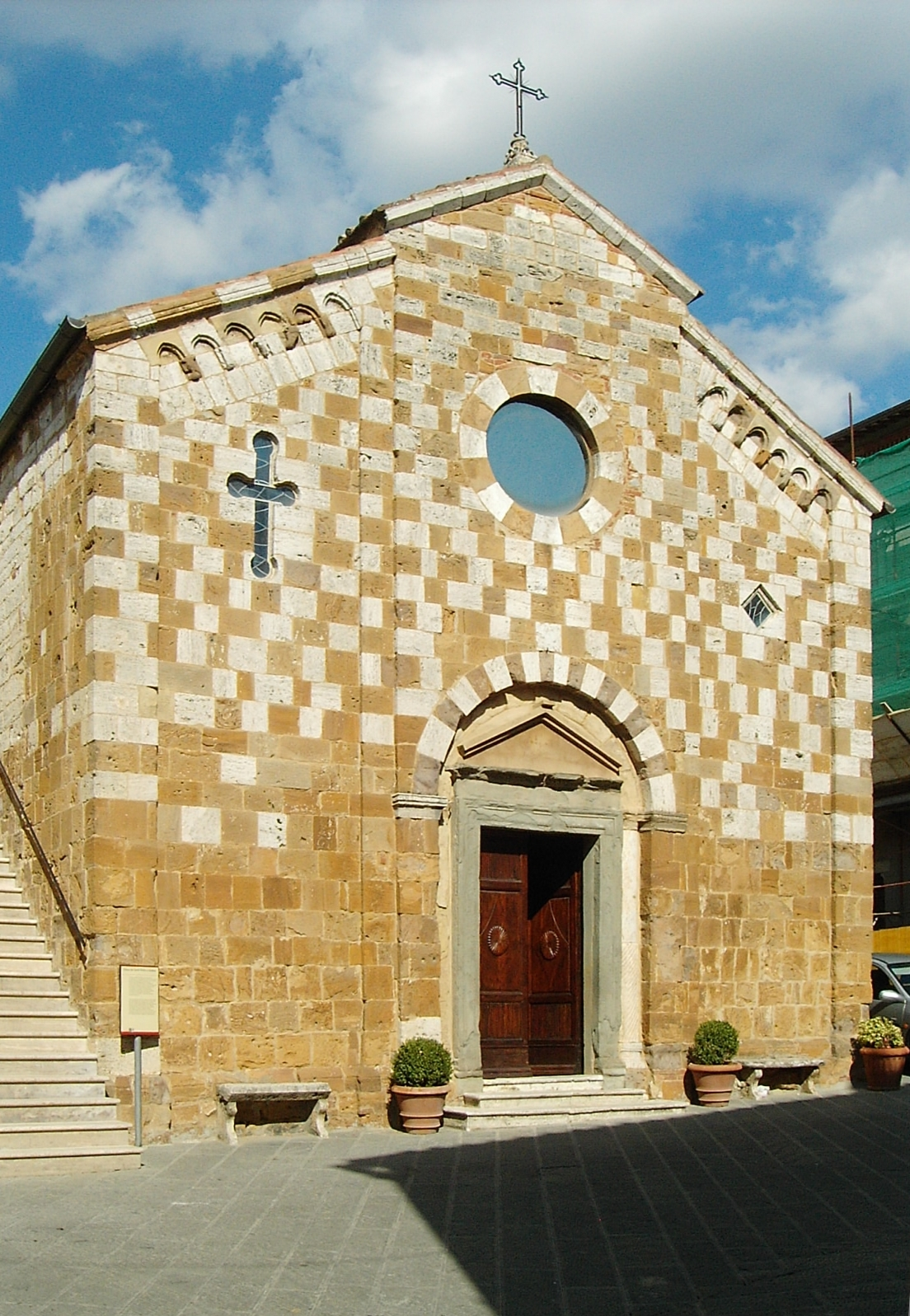
La facciata

La chiesa parrocchiale dei Santi Pietro e Andrea è situata nella parte alta del paese di Trequanda, di fianco al palazzo municipale, in piazza Giuseppe Garibaldi, la piazza principale del paese.

### Esterno
La facciata della chiesa è a salienti. Essa è caratterizzata dal particolare paramento murario a scacchiera, ottenuto con un'alternanza di conci di tufo e di travertino. Nella parte centrale, più stretta rispetto alle due laterali, si trova, in basso, il portale rinascimentale con timpano triangolare in pietra, inscritto all'interno di un'arcata a tutto sesto che, originariamente, costituiva l'ingresso della chiesa. Nella parte superiore, invece, vi è il rosone circolare. Le due sezioni laterali terminano entrambe con una serie di sei archetti pensili ogivali; in esse si aprono due finestre: quella di destra ha la forma di un piccolo rombo, mentre quella di sinistra ha la forma di una croce bordonata.
Il paramento murario del resto della chiesa è costituito da grandi aree compatte costituite o da blocchi di tufo, o da blocchi di travertino. Nel braccio destro del transetto, si apre una piccola porta laterale romanica con lunetta. Sul fianco destro dell'abside, vi è il campanile secentesco in blocchi di marmo, caratterizzato dalle monofore ogivali della cella campanaria.

### Interno

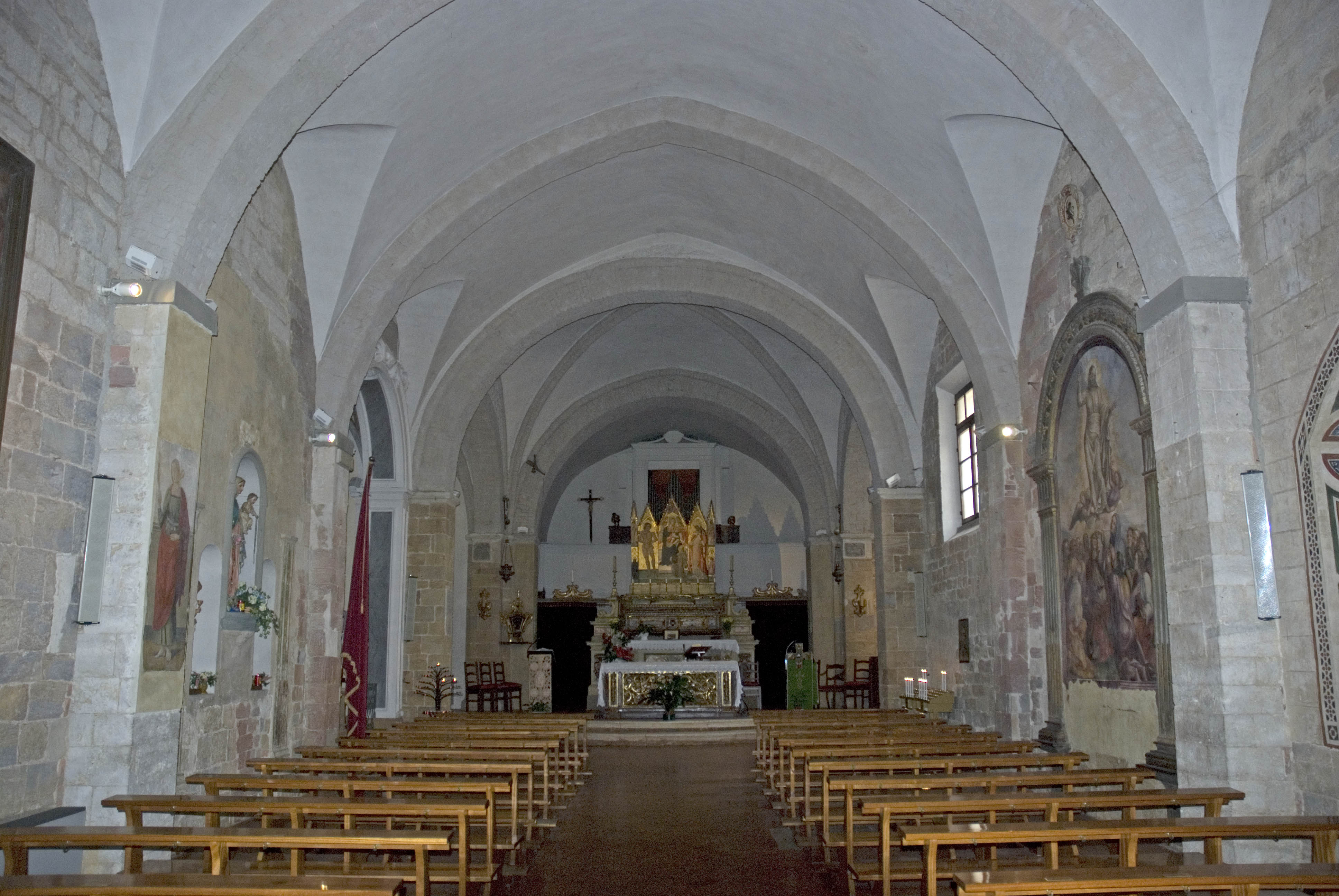
L'interno

L'interno della chiesa è croce latina con navata unica coperta con volta a botte con lunette e divisa in quattro campate da archi a tutto sesto poggianti su pilastri. 
Nella prima campata della navata, sulla parete di sinistra, si trova un crocifisso ligneo dipinto del XVIII secolo; sulla parete di destra della seconda campata, invece, sotto una finestrella gotica, si trova una nicchia dipinta, opera di Bartolomeo da Miranda, raffigurante la Madonna col Bambino tra i Santi Caterina d'Alessandria, Maria Maddalena, Giovanni Battista e Bernardino da Siena (1449). 
Nella campata successiva, sulla parete destra, è una cornice architettonica centinata in pietra serena, avanzo dell'altare cinquecentesco mancante della mensa ed accorciato a causa dell'innalzamento del pavimento. All'interno si trova l'affresco con l'Ascensione, opera del Sodoma databile al 1530 - 35, che, in qualche scadimento qualitativo rispetto alle opere senesi, mostra l'intervento della bottega. Davanti, nella stessa campata, sono resti frammentari di un altro altare, entrambi testimonianza di un rinnovamento parziale della chiesa avvenuto tra 1520 e 1535.
Nella parete di sinistra dell'ultima campata della navata, si apre la cappella del Santissimo Sacramento, con altare barocco con decorazioni a finto marmo e quadro raffigurante il Sacro Cuore di Gesù.
Nel transetto destro è collocata la terracotta policroma con la Madonna col Bambino di Andrea Sansovino, databile agli anni venti del Cinquecento.
Il presbiterio occupa parte dello spazio della crociera ed è sopraelevato di due gradini rispetto al resto della chiesa. Sulla mensa dell'altare maggiore barocco si trova l'urna lignea cinquecentesca che accoglie le spoglie della beata Bonizzella Cacciaconti. Sempre sull'altare maggiore si trova il trittico su fondo oro di Giovanni di Paolo di Grazia Madonna col Bambino e San Bernardino di Siena fra i Santi Sebastiano e Clemente. Dietro l'altare maggiore si trova l'abside, a pianta quadrata e coperta con volta a botte.
A ridosso della parete fondale dell'abside si trova la cantoria, sulla quale trova posto l'organo a canne. Lo strumento è stato costruito nel 1841 dai fratelli Paoli, è a trasmissione integralmente meccanica ed ha un'unica tastiera con prima ottava scavezza e pedaliera a leggio scavezza costantemente unita al manuale.

## Galleria d'immagini

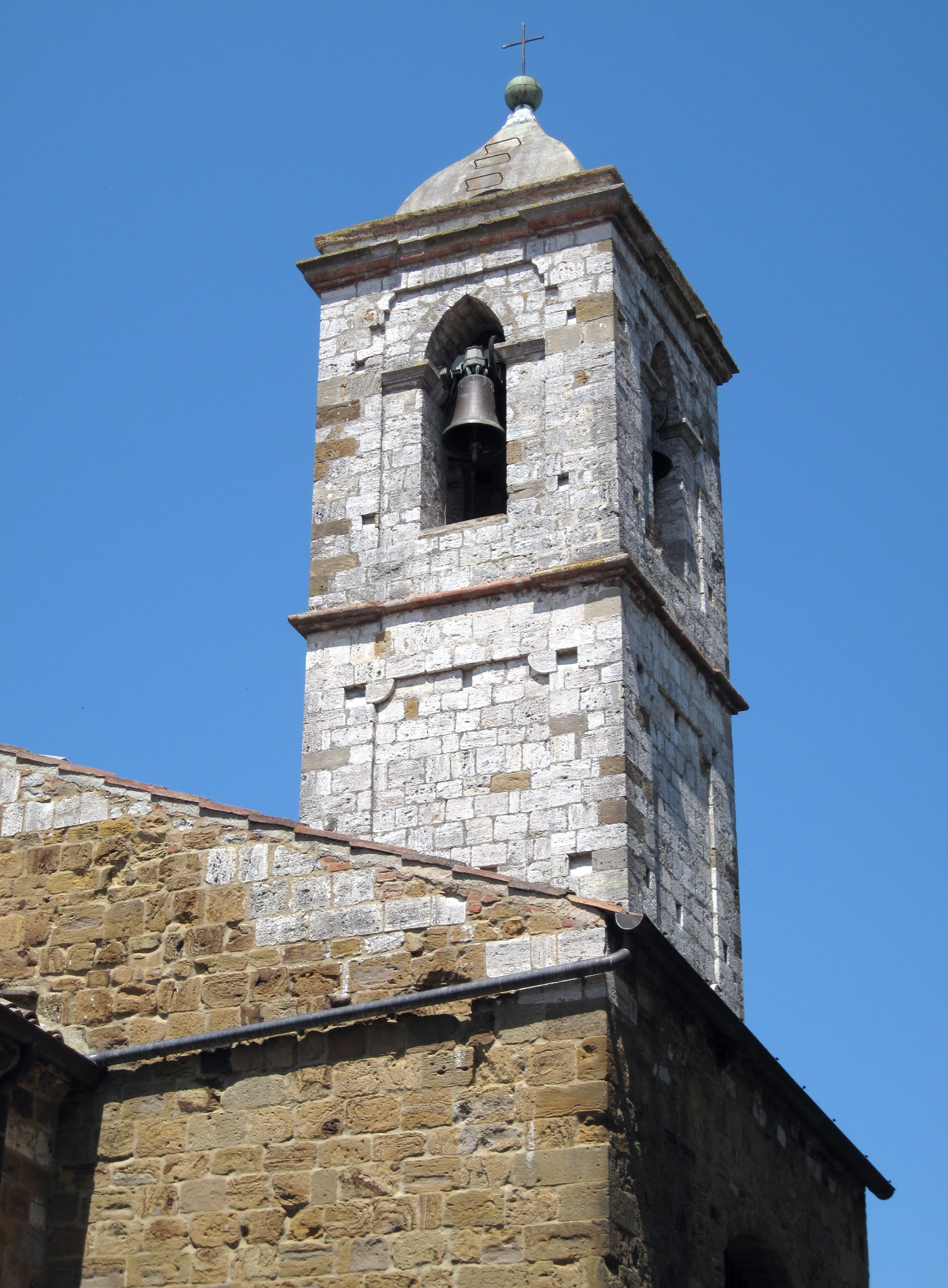
Il campanile
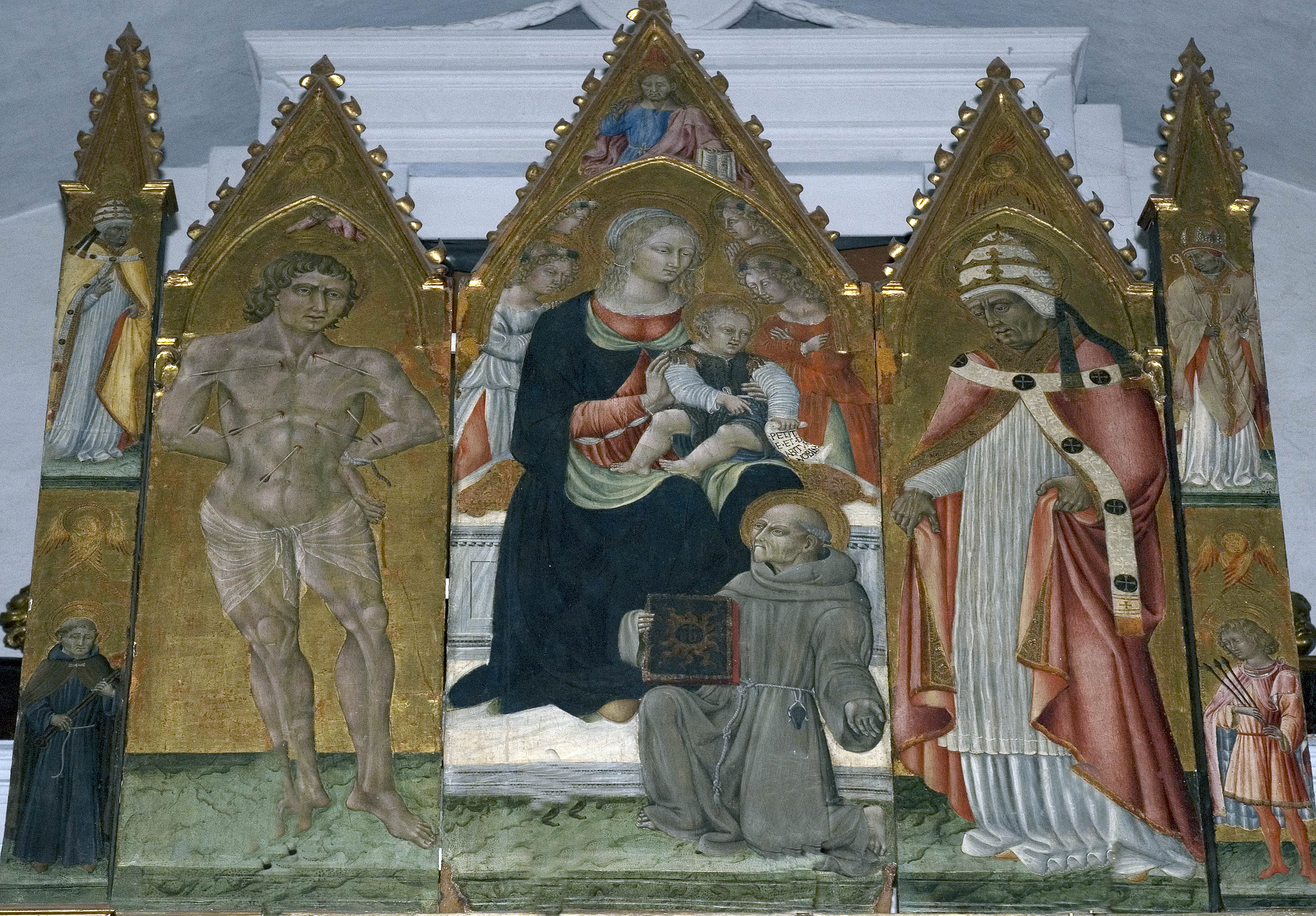
Madonna col Bambino e san Bernardino di Siena fra i santi Sebastiano e Clemente di Giovanni di Paolo (XV secolo)
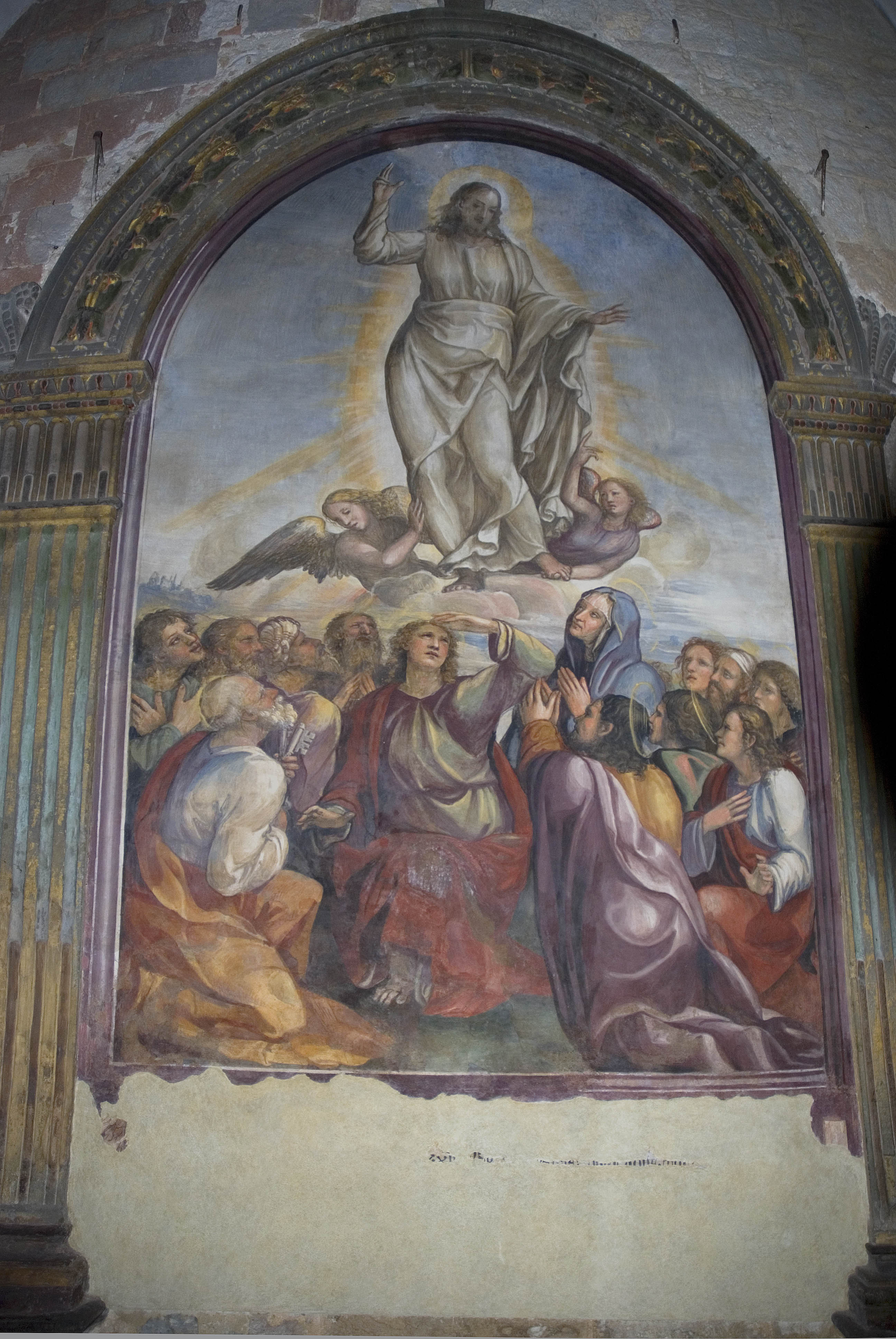
Ascensione del Sodoma (XVI secolo)
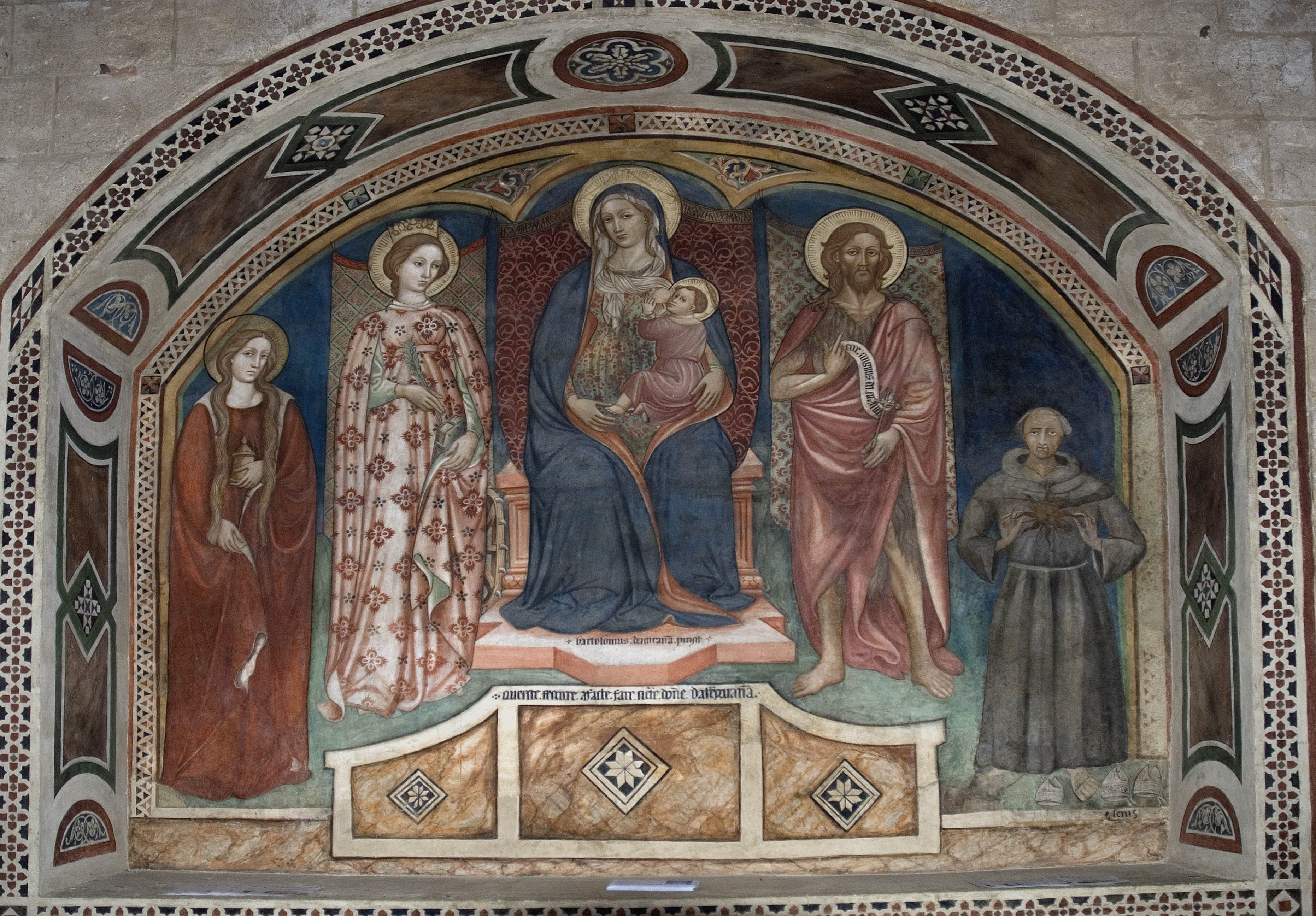
Madonna col Bambino tra i santi Caterina d'Alessandria, Maria Maddalena, Giovanni Battista e Bernardino da Siena di Bartolomeo da Miranda (1449)
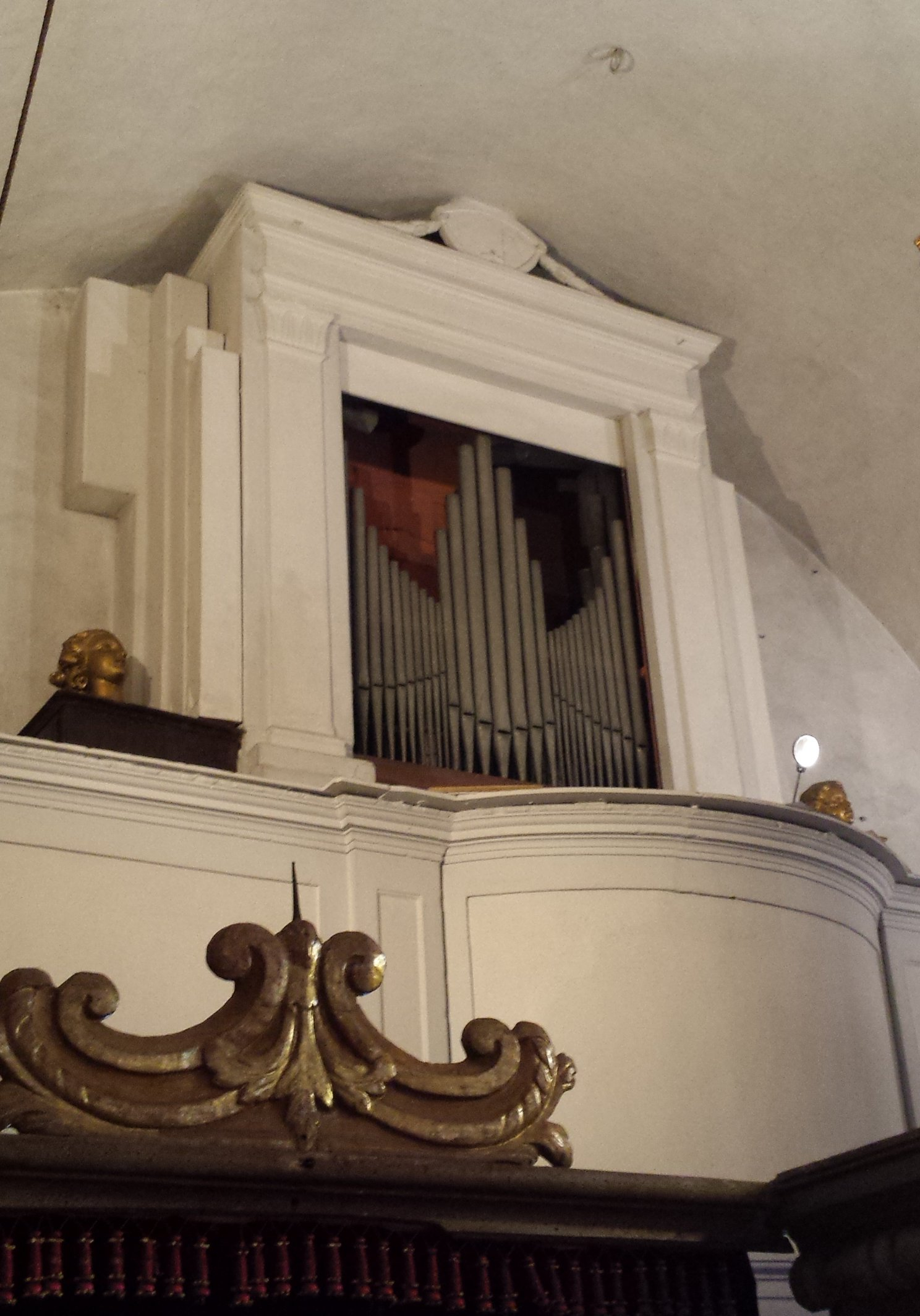
L'organo a canne